# Jean II de Brienne (mort vers 1296)
Jean de Brienne ou Jean d'Acre, né vers 1227 et mort vers 1296,  a servi comme grand bouteiller de France en 1258 ainsi que d'ambassadeur en Castille en 1275. Il participe à la huitième croisade avec le roi Saint Louis.
Il est également gouverneur du comté de Champagne pour Edmond de Lancastre entre 1275 et 1284.

## Biographie
Il est le fils de Jean de Brienne, roi de Jérusalem de 1210 à 1225 et empereur latin de Constantinople de 1229 à 1237, et de sa troisième épouse Bérengère de León.
Jean, ainsi que ses frères Alphonse et Louis, nommés les enfants d'Acre, grandissent à Constantinople mais passent leur vie d'adulte dans l'entourage de Saint Louis à qui ils sont confiés dès 1236.
Vers 1250, il épouse en premières noces Jeanne de Châteaudun, veuve de Jean Ier de Montfort et fille et cohéritière de Godefroy VI de Châteaudun, vicomte de Châteaudun, et de son épouse Clémence des Roches, avec qui il a une fille :
- Blanche de Brienne, qui devient baronne de Tingry à la suite de son mariage avec Guillaume II de Fiennes.

Devenu veuf après 1252, il épouse avant 1257 en secondes noces Marie de Coucy, veuve du roi d’Écosse Alexandre II et fille aînée d'Enguerrand III de Coucy, dit le Grand, seigneur de Coucy, et de sa troisième épouse Marie de Montmirail, mais aucun enfant ne naitre de cette union. Entre 1257 et 1259, Jean et sa seconde épouse sont en Écosse, avec l'accord du roi d'Angleterre Henri III, afin de faire valoir leurs droits. Ils se séparent en 1265 lorsqu'elle retourne en Écosse pour défendre les intérêts de ses enfants issus de son premier mariage.
Il occupe la fonction de grand bouteiller de France en 1258, puis celle d'ambassadeur en Castille en 1275.
En 1270, il participe à la huitième croisade, lors de laquelle son frère Alphonse et le roi trouvent la mort.
Il exerce également les fonctions de gouverneur du comté de Champagne pour Edmond de Lancastre entre 1275 et 1284.
Il meurt vers 1296 et est inhumé à l'abbaye de Maubuisson.